# 汪力成
汪力成（1960年9月—），浙江杭州人，中華人民共和國企業家、政治人物，华立集团董事局主席，浙江省第十三届人民代表大会代表，全國工商聯委員。，由於高超的资本手段被稱為洗殼高手、资本教父。